# Erzbistum Lubumbashi

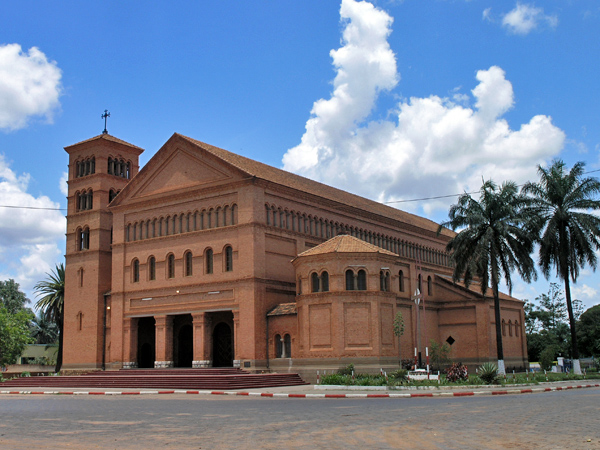
Kathedrale Saints-Pierre-et-Paul in Lubumbashi

Das Erzbistum Lubumbashi (lat.: Archidioecesis Lubumbashiensis, frz.: Archidiocèse de Lubumbashi) ist eine römisch-katholische Erzdiözese mit Sitz in der Provinzhauptstadt Lubumbashi in der Provinz Katanga im Südosten der Demokratischen Republik Kongo.

## Geschichte
Das Erzbistum Lubumbashi wurde am 5. August 1910 durch Papst Pius X. aus Gebietsabtretungen des Apostolischen Vikariates Léopoldville als Apostolische Präfektur Katanga errichtet. Am 12. Mai 1925 gab die Apostolische Präfektur Katanga Teile seines Territoriums zur Gründung der Apostolischen Präfektur Luapula Superiore ab. Die Apostolische Präfektur Katanga wurde am 22. März 1932 durch Papst Pius XI. mit der Apostolischen Konstitution Magna cum delectatione zum Apostolischen Vikariat erhoben.
Am 10. November 1959 erließ Papst Johannes XXIII. die Apostolischen Konstitution Cum parvulum, mit der er die Jurisdiktionen im damaligen Belgisch-Kongo im Blick auf die bevorstehende Unabhängigkeit der Kolonie neu ordnete und die sechs Kirchenprovinzen schuf, die bis heute bestehen (Stand 2025). Dabei wurde unter anderem das Apostolische Vikariat Katanga zum Erzbistum Elisabethville erhoben. Nachdem die Stadt Elisabethville in Lubumbashi umbenannt worden war, zog der Heilige Stuhl nach und benannte das Erzbistum demgemäß am 30. Mai 1966 in Erzbistum Lubumbashi um.
2010 wurde das 100-jährige Jubiläums der Evangelisierung in der Provinz Katanga gefeiert. Die örtlichen Behörden beschlossen, eine Straße in Lubumbashi, nach dem ersten Bischof Jean-Félix Hemptine OSB zu benennen und unter Beisein von Erzbischof Floribert Songasonga Mwitwa einzuweihen.

## Ordinarien

### Apostolische Präfekten von Katanga
- Jean-Félix de Hemptinne OSB, 1910–1932

### Apostolische Vikare von Katanga
- Jean-Félix de Hemptinne OSB, 1932–1958
- José Floriberto Cornelis OSB, 1958–1959

### Erzbischöfe von Elisabethville
- José Floriberto Cornelis OSB, 1959–1966

### Erzbischöfe von Lubumbashi
- José Floriberto Cornelis OSB, 1966–1967
- Eugène Kabanga Songasonga, 1967–1998
- Floribert Songasonga Mwitwa, 1998–2010
- Jean-Pierre Tafunga Mbayo SDB, 2010–2021
- Fulgence Muteba Mugalu, seit 2021